# Chrysoglyphe
Chrysoglyphe är ett släkte av steklar. Chrysoglyphe ingår i familjen puppglanssteklar.
Kladogram enligt Catalogue of Life:
| Chrysoglyphe | \| \| Chrysoglyphe albipes \| \| \| \| \| \| Chrysoglyphe apicalis \| \| \| \| \| \| Chrysoglyphe myiobora \| \| \| \| |
|              | \| \| Chrysoglyphe albipes \| \| \| \| \| \| Chrysoglyphe apicalis \| \| \| \| \| \| Chrysoglyphe myiobora \| \| \| \| |
|              | Chrysoglyphe albipes                                                                                                   |
|              | |
|              | Chrysoglyphe apicalis                                                                                                  |
|              | |
|              | Chrysoglyphe myiobora                                                                                                  |
|              | |